# QuadLife
QuadLife est un automate cellulaire.

## Description
QuadLife fonctionne exactement de la même façon que le jeu de la vie, à ceci près qu'il possède cinq états, dont quatre « vivants ». Une cellule morte y naît à l'étape suivante si elle est entourée de 3 voisines, une cellule vivante survit à l'étape suivante si elle est entourée de 2 ou 3 cellules vivantes.
Lorsqu'une cellule naît, si toutes les cellules qui lui ont donné naissance se trouvent dans des états différents, la nouvelle cellule prend l'état restant. Dans le cas contraire, elle prend l'état de la majorité des trois cellules.